# تفاعل حذف

تفاعلاتُ الحذفِ هي نوع من التفاعلات العضوية يحدث فيها إزالة لجزيئتين من الجزيء الأصلي في خطوة أو خطوتين. فيحدث زيادة في عدم إشباعية الجزيء (كما في معظم تفاعلات الحذف العضوية)، أو يقل عدد التكافؤ للذرة بمقدار اثنين.
وتسمى هذه العملية بالحذف الاختزالي. هناك نوع مهم من تفاعلات الحذف تحتوي على هاليد الألكيل أو الألكانات بشكل عام مع مجموعات سهلة المغادرة تتفاعل مع قاعدة لويس لتكون ألكين (بعكس تفاعل الإضافة)عندما يكون البديل غير متماثل انتقائية المنطقة تحدد حسب قاعدة زايتسيف. تسمى ميكانيكية الخطوة الواحدة والثنائية تسمى وتعرف بتفاعلات E2 reaction، E1 reaction على الترتيب.

## الآلية E1
- الخطوة الأولى:

→ (CH3)3C+ + Br-
- الخطوة الثانية:

→ (CH3)2C=CH2 + H+

## الآلية E2
CH2=CH2 + H2O + Br-